# Kläranlage Witten
Das Klärwerk Witten war ein durch den Ruhrverband betriebenes Klärwerk im Wittener Stadtteil Heven.

## Entwicklung
Das heutige Klärwerk ist stillgelegt.

## Zukunft
Der Tauchsportlehrer Thomas Kromp plante seit 2013 im stillgelegten Klärwerk ein Tauchsportcenter mit Hotel und Erlebnisgastronomie zu eröffnen. Diese Pläne wurden im November 2017 für gescheitert erklärt, da sich die Investoren und der Projektentwickler auf kein Finanzierungsmodell einigen konnten.
Aktuell wird im Ruhrverband über die Zukunft des Geländes diskutiert.